# Volo Armavia 967
Il volo Armavia 967 (U8 967 / RNV 967) è stato un collegamento passeggeri di linea internazionale dall'aeroporto di Erevan, in Armenia, all'aeroporto di Soči-Adler, Adler, in Russia, una località turistica costiera sul Mar Nero. Il 3 maggio 2006, un Airbus A320 che operava sulla rotta precipitò in mare a pochi chilometri dalla destinazione mentre eseguiva una riattaccata, provocando la morte di tutti i 113 a bordo.
Il disastro fu il primo grave incidente aereo commerciale nel 2006 e il primo e unico con vittime di Armavia.

## L'aereo
Il velivolo coinvolto era un Airbus A320-211, marche EK-32009, numero di serie 547. Volò per la prima volta il 28 giugno 1995, venne consegnato ad Ansett Australia nell'agosto dello stesso anno e ceduto ad Armavia, ex compagnia armena, nel febbraio del 2004. Era spinto da 2 motori turboventola CFM56-5A1. Al momento dell'incidente, l'aereo aveva quasi undici anni e aveva accumulato 28 234 ore di volo in 14 376 cicli di decollo-atterraggio.

## Passeggeri ed equipaggio
La maggior parte dei passeggeri erano cittadini dell'Armenia. Secondo i rapporti, il volo trasportava 85 cittadini armeni, 26 russi, un georgiano e un ucraino.
Il comandante del volo 967 era Grigor Grigoryan. Nato nel 1966, completò la sua formazione primaria nella scuola di volo civile di Krasnokutsk. Si laureò nel 1986 presso il Moscow Institute of Civil Aviation Engineers, si unì a Balaklavsky United come primo ufficiale nel 1986 e divenne comandante di Yakovlev Yak-40 in Ararat Airlines nel 1997. Successivamente venne assunto da Armavia come primo ufficiale di Airbus A320 nel 2004 e promosso a comandante nel 2005, dopo aver superato un corso presso la SAS Flight Academy di Stoccolma, in Svezia, con risultati soddisfacenti. Aveva accumulato avuto un totale di 5 458 ore di volo, delle quali 1 436 su Airbus A320.
Il primo ufficiale del volo 967 era Arman Davtyan. Nacque nel 1977, completò la sua formazione primaria nella scuola di volo civile di Ulyanovsk e si laureò nel 1999. Entrò a far parte di Chernomor-Avia nel dicembre 2001 come primo ufficiale di Tupolev Tu-154. Venne assunto da Armavia nel 2002, passò ad Armenian Airlines nel 2004 e tornò di nuovo ad Armavia nello stesso anno. Aveva superato un corso di addestramento per piloti di Airbus A320 presso la SAS Flight Academy di Stoccolma, in Svezia, con risultati soddisfacenti. Aveva un totale di 2 185 ore di volo, delle quali 1 022 su Airbus A320.

## L'incidente

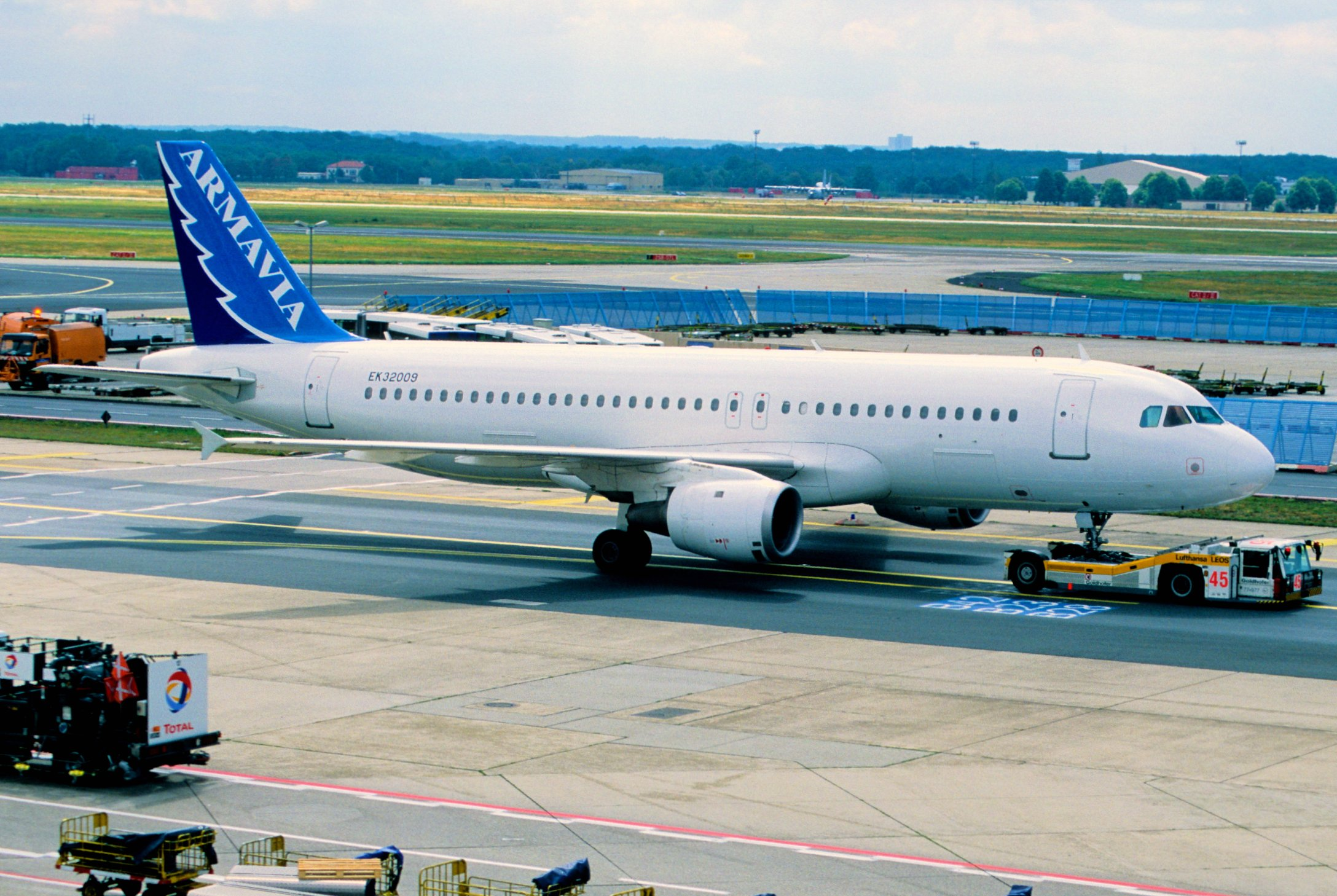
L'aereo coinvolto nell'incidente, visto con la livrea storica di Armavia.

Dove non specificato il fuso orario, gli orari sono da considerarsi in UTC.
L'aereo decollò dall'aeroporto di Erevan (EVN) alle 01:47 Armenian Daylight Time del 3 maggio (20:47 UTC, 2 maggio) con orario di arrivo previsto all'aeroporto di Soči-Adler (AER) alle 02:00 ora legale di Mosca (22:00 UTC, 2 maggio). A bordo c'erano 113 occupanti: 105 passeggeri (di cui cinque bambini e un infante), due piloti, un ingegnere aeronautico e cinque assistenti di volo. Decollo, salita e crociera avvennero senza che si manifestassero problemi.
La prima comunicazione tra il controllore di avvicinamento di Sochi e l'equipaggio ebbe luogo alle 21:10. In quel momento, l'aereo era al di fuori dell'area di copertura del radar di Sochi. Per sette minuti, fino alle 21:17, il controllore e l'equipaggio discussero delle condizioni meteorologiche attuali e di quelle previste; poiché pessime, i piloti decisero di tornare a Erevan. Alle 21:26, dopo che la decisione era già stata presa, l'equipaggio chiese di nuovo delle ultime previsioni. Alle 21:30, il controllore informò che la visibilità era aumentata fino a di 3 600 metri e la base delle nubi era a 560 piedi (170 m). Alle 21:31, l'equipaggio decise di proseguire il volo verso l'aeroporto di Sochi.
La comunicazione successiva con il controllore avvenne alle 22:00. In quel momento, l'aereo stava scendendo verso un'altitudine di 11 800 piedi (3 600 m) ed entrò nell'area di copertura dal radar di Sochi. Il controllore autorizzò il volo a scendere a 5 900 piedi (1 800 m) e riferì delle condizioni meteorologiche sopra l'aeroporto, in particolare per la pista 06, che erano al di sopra del minimo necessario. L'equipaggio contattò il controllore della torre e venne stato autorizzato a scendere a 2 000 piedi (610 m), prima di virare per la parte finale dell'avvicinamento. L'Airbus iniziò quindi a scendere lungo il sentiero di discesa.
Alle 22:10, l'equipaggio riferì che il carrello era abbassato e che erano pronti per l'atterraggio. Il controllore li autorizzò ad atterrare e gli disse che si trovavano a 5,4 miglia nautiche (10,0 km) dall'aeroporto, che la visibilità era ora di 4000 piedi e che la base delle nubi era a 620 piedi (190 m). Tuttavia, circa 30 secondi dopo, il controllore li informò che la base delle nubi osservata era scesa a 330 piedi (100 m), sotto il livello minimo di sicurezza, e gli ordinò di interrompere la discesa, abbandonare il tentativo di atterraggio, effettuare una virata a destra, salire a 2 000 piedi (610 m) e contattare un altro controllore, che gli avrebbe fornito le istruzioni per entrare nel circuito di attesa.
L'ultima comunicazione avvenne alle 22:12. Successivamente, non rispose a nessuna delle chiamate del controllore. Alle 22:13, l'aereo colpì l'acqua del Mar Nero, a pochi chilometri dell'aeroporto, e si disintegrò.
Il volo 967 scomparve dal radar di Sochi alle 02:13 ora locale. Il comandante delle operazioni di volo N.G Savelyev avvisò tutti i servizi di ricerca e soccorso nell'area e schierò un elicottero Mi-8. Alle 02:19 ora locale, la scomparsa del volo 967 fu comunicata al ministro delle emergenze russo. Un elicottero era pronto per partire alla ricerca dell'aereo, ma non fu autorizzato a decollare a causa del maltempo. L'operazione di ricerca e soccorso venne quindi sospesa. Alle 04:08 ora locale, la nave del ministero delle emergenze Valery Zamarayez trovò la probabile area dell'incidente. Dalle 07:30 alle 12:30 ora locale, le squadre recuperarono almeno nove parti del corpo.
Il personale di ricerca e soccorso riuscì a recuperare solo alcuni detriti dell'Airbus. Tra gli altri, il muso, il carrello di atterraggio e l'equilbratore. Vennero trovate anche unità di cablaggio ed elettroniche. Furono trovate un totale di 52 parti del corpo. Il BEA osservò che, nel momento in cui il volo 967 aveva colpito il mare, il carrello di atterraggio era esteso. La parte inferiore del timone fu gravemente danneggiata a causa delle forze di impatto. Anche diverse parti dell'equilibratore furono danneggiate. Alcune parti recuperate dal mare erano gravemente deformate.

## Le indagini

### Le condizioni meteorologiche
In quei momenti, le condizioni meteo erano considerate buone. Vicino a Sochi era presente un'area di bassa pressione. Fu rilevato un fronte freddo che si stava formando nel Caucaso, a est della Turchia. Era presente anche pioggia ad Adler. Nella zona dell'aeroporto e nelle circostanti, nel periodo di transizione primaverile spesso si verifica una bassa base delle nubi, che limita la visibilità per i piloti. Ciò si rivela pericoloso, poiché la maggior parte dei voli controllati contro il suolo (CFIT) si verifica a causa di questo tipo di nuvole (che oscura il riferimento visivo dei piloti).
Prima di decollare da Erevan, l'equipaggio venne informato delle condizioni meteorologiche a Sochi, che erano buone. Dopo il decollo del volo 967, i piloti ricevettero un altro briefing meteorologico. Riportava ancora buone condizioni, ma con nuvole considerevoli, nebbia e pioggia leggera. Il meteo in quelle ore non avrebbe permesso la formazione di un vortice (cioè tempesta, un tornado o un downdraft). Nelle ore seguenti, la probabilità che potesse verificarsi un vortice si ridusse a zero. Quando il volo 967 arrivò a Sochi, le condizioni meteorologiche si erano deteriorate. Un fronte freddo sulla cittadina provocò la formazione di un cumulonembo. La pioggia si intensificò e la visibilità si ridusse a 1500 metri. Per alcuni minuti, durante l'avvicinamento, le condizioni migliorarono. Tuttavia, i controllori ordinarono al volo 967 di interrompere la loro discesa e di effettuare immediatamente una riattaccata, poiché la base della nube era troppo bassa. Poco dopo, il volo 967 scomparve dal radar di Sochi.

### Le analisi dei registratori
Poco dopo che il volo 967 colpì l'acqua, i beacon, noti come trasmettitore di localizzazione di emergenza (ELT), iniziarono a trasmettere segnali. Il BEA francese recuperò il registratore vocale della cabina di pilotaggio (CVR) e il registratore dei dati di volo (FDR) dal Mar Nero e scoprì che si erano solo lievemente danneggiati. BEA in seguito esaminò sia il CVR che il FDR.
Sulla base delle analisi, il volo avvenne senza incidenti fino all'avvicinamento. Tuttavia, durante la fase di crociera del volo, il primo ufficiale Davtyan dichiarò: "... chi opera questi voli [...]  senza aver dormito abbastanza". Ciò poteva indicare una mancanza di ore di sonno adeguate, ovvero che era affaticato in quel momento. Il BEA osservò anche che nessuno dei due piloti sapeva come funzionava il pilota automatico di un Airbus A320. L'analisi delle comunicazioni nella cabina di pilotaggio in questa fase del volo mostrava che il comandante Grigoryan era infastidito dal fatto che in modalità "DESCENT" (discesa) la velocità di discesa non era elevata come previsto. Il BEA osservò che, in questa modalità, la velocità di discesa viene calcolata automaticamente, in base a un numero di parametri che descrivono la discesa, come l'assetto dell'aeromobile rispetto al profilo preimpostato. Questo fatto dimostrò che o il comandante non aveva compreso appieno l'algoritmo di lavoro del pilota automatico in modalità DESCENT, oppure era in uno stato di forte stress psico-emotivo nel tentativo di arrivare a Sochi il più presto possibile.
Il volo 967 fu quindi incaricato dalla torre di controllo di Sochi di superare i waypoint GUKIN e TABAN. Durante la virata nella fase finale di avvicinamento, iniziò a piovere. Il primo ufficiale Davtyan reagì in modo eccessivo, anche imprecando, probabilmente a causa di un forte stress emotivo. Il controllore di Sochi disse quindi all'equipaggio del volo 967 che le condizioni meteorologiche erano peggiorate e ordinò al pilota di interrompere la discesa. L'equipaggio reagì in modo eccessivo a questo rapporto, rispondendo con parole negative e chiedendo spiegazioni al controllore. L'equipaggio discusse del problema per tre minuti, eseguendo le liste di controllo e imprecando sugli ordini del controllore. Tale comportamento da parte dell'equipaggio comportò inevitabilmente un aumento dello stress psico-emotivo.
L'aereo salì, iniziò a inclinarsi e i flap vennero estesi a 18°. A questo punto, il comandante fu registrato dal CVR dire  "**** lui" (un'imprecazione) al controllore di Sochi. L'equipaggio contattò quindi un altro controllore per entrare nel circuito di attesa. Selezionarono la modalità "cattura sentiero di discesa", che è una discesa automatica. L'aereo iniziò a scendere con due piloti automatici e l'automanetta attivi. La velocità era impostata a 137 nodi (254 km/h). L'equipaggio procedette alla lista di controllo per l'atterraggio.
La torre di controllo incaricò loro di interrompere la discesa e di effettuare una riattaccata, poiché si erano formate nuvole basse vicino all'aeroporto. L'aereo salì, le manette di spinta vennero spostate in posizione di salita, i flap, gli slat e il carrello di atterraggio rimasero completamente estesi. Pochi minuti dopo, risuonò l'avviso "Speed Speed Speed" (LOW ENERGY). Questo allarme avvisa l'equipaggio che "l'energia dell'aeromobile sta diminuendo al limite, al di sotto della quale la spinta del motore deve essere aumentata per riguadagnare un angolo positivo della traiettoria di volo". Nel momento in cui risuonò l'allarme, l'altitudine dell'aeromobile era di 1 150 piedi (350 m), quindi l'equipaggio impostò la manetta in posizione TO/GA.
Il BEA dichiarò che nessuna delle azioni eseguite in quei momenti dell'equipaggio era necessaria per una procedura di riattaccata, come l'estensione dei flap e del carrello di atterraggio. Ciò dimostrò che, in quei momenti, le condizioni di entrambi i piloti non erano ottimali. Il BEA sospettò inoltre che l'avvertimento LOW ENERGY non fosse rilevato o notato dall'equipaggio.
Il pilota automatico venne disattivato dall'equipaggio, poiché entrambi nutrivano dubbi al riguardo (nel cockpit, durante la fase di crociera, il primo ufficiale Davtyan scherzò sull'autopilota, affermando che fosse migliore del comandante Grigoryan; ciò indicava che avevano dubbi sul pilota automatico e sospettavano che non funzionasse correttamente). Il comandante Grigoryan fece quindi virare l'aereo a destra.
Entrambi i membri dell'equipaggio divennero più stressati fisicamente ed emotivamente, poiché le conversazioni tra di loro si fecero sempre più nervose. L'aereo ridusse il suo beccheggio verso l'alto e si inclinò verso destra. Quindi, uno dei membri dell'equipaggio utilizzò i comandi del timone, facendo deviare ancora di più l'Airbus. Il BEA sospettò che il comandante Grigoryan avesse mosso i pedali sotto stress psico-emotivo. A causa di questo, è probabile che non si accorse di averlo fatto.

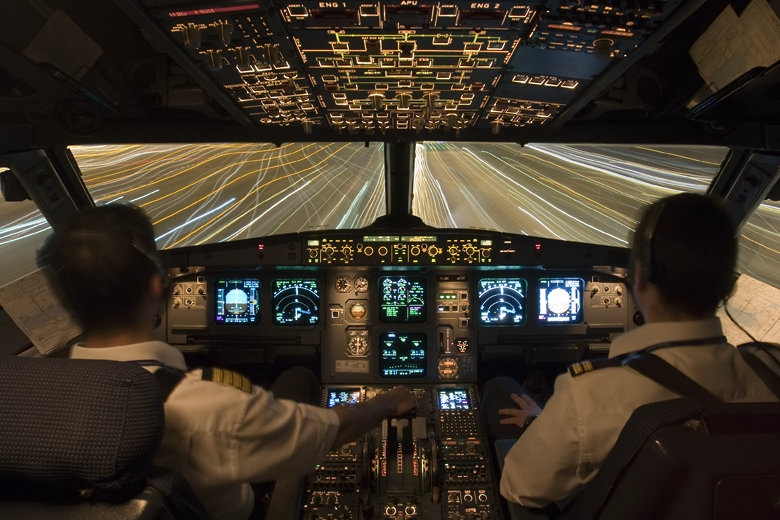
La cabina di pilotaggio di un velivolo appartenente alla famiglia Airbus A320.

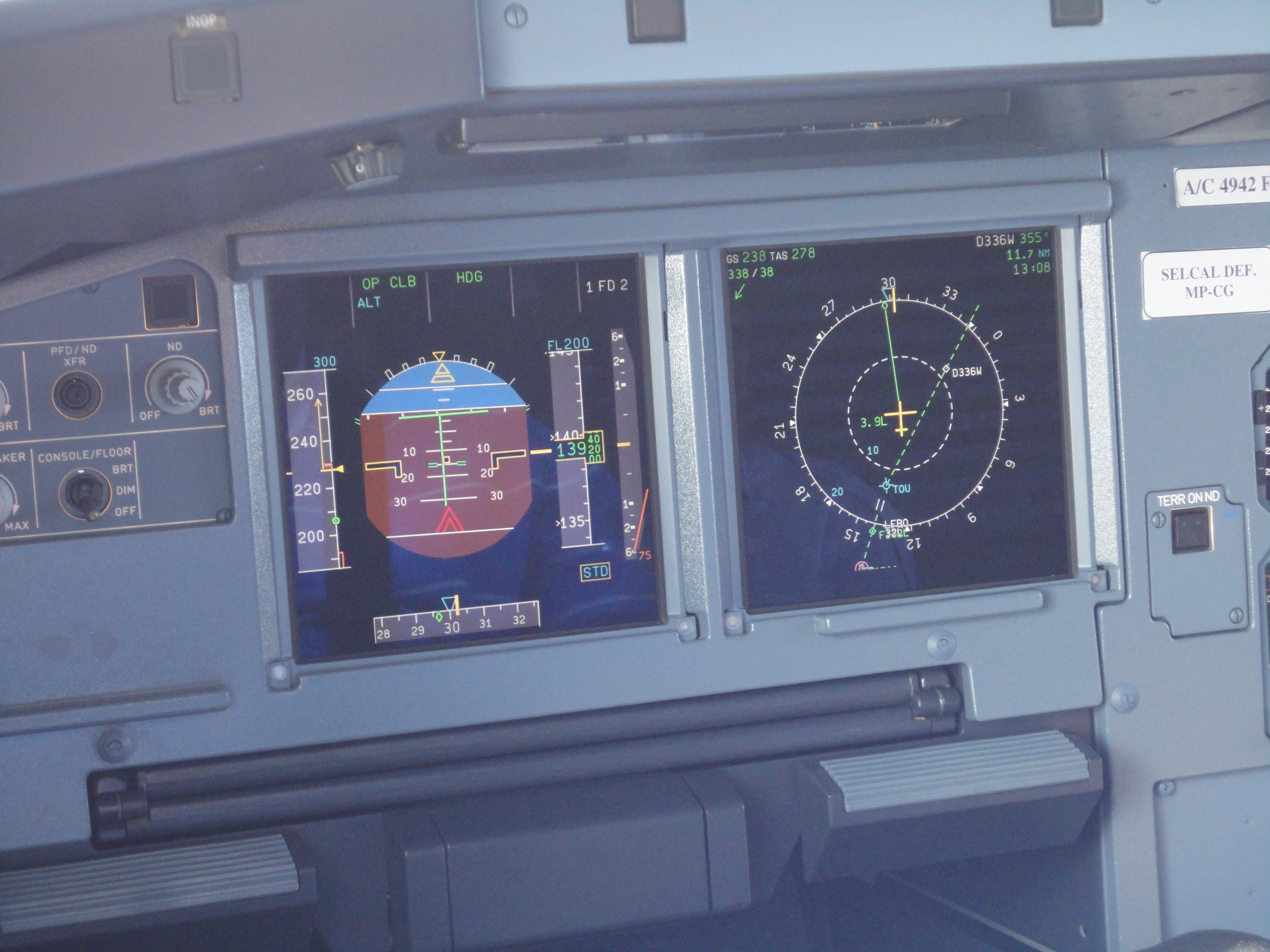
A sinistra, il Primary Flight Display (PFD) di un Airbus A320.

Il BEA scoprì che l'equipaggio potrebbe aver subito un'illusione somatogravica in volo. L'illusione somatogravica, nell'aviazione, è un tipo di illusione ottica che può indurre l'equipaggio a pensare di star salendo, quando in realtà ciò non sta avvenendo. Ciò accade soprattutto durante il volo notturno, che fa perdere all'equipaggio i riferimenti visivi, accompagnato dalla mancanza di monitoraggio dell'indicatore di volo. Un'illusione somatogravica fu responsabile dell'incidente del volo Gulf Air 072 in Bahrain. Tuttavia, il BEA indagò anche sulle caratteristiche specifiche dell'indicatore di velocità sul PFD, in particolare sui limiti di velocità che sono mostrati come barre rosse nella parte superiore della striscia di indicazione della velocità. Uno dei membri dell'equipaggio potrebbe aver adottato il riflesso acquisito durante l'addestramento, nel quale viene detto di evitare la parte rossa visualizzata sulla scala delle velocità, che potrebbe aver provocato il movimento istintivo in avanti della barra di comando, soprattutto in uno stato di tensione psico-emotiva.
L'equipaggio del volo 967 comunicò quindi con la torre di Sochi. Le loro parole non furono completate; "Sochi Radar, Armavia 967 ...". Questa fu l'ultima comunicazione del volo 967, poiché, a questo punto, il comandante Grigoryan ordinò al primo ufficiale Davtyan di estendere completamente i flap.
Pochi secondi dopo che il primo ufficiale Davtyan estese al massimo i flap, risuonò l'allarme principale e continuò a farlo fino alla fine della registrazione. La velocità era troppo elevata, il che avrebbe potuto spezzare i flap e causare un incidente, simile al volo Austral Lineas Aereas 2553. L'aereo era inclinato verso destra. Il volo 967 abbassò il muso e i flap vennero retratti a 18°.  Grigoryan comandò quindi una picchiata di 11°, facendo scendere ulteriormente l'aereo.
Il comandante Grigoryan aggravò ulteriormente la situazione, facendo virare l'aereo verso destra con un'inclinazione di 39°. Il Ground Proximity Warning System risuonò. Il primo ufficiale Davtyan ordinò quindi al comandante di stabilizzare il velivolo. Il primo ufficiale intervenne e spostò la barra di comando di 20° a sinistra per contrastare la crescente inclinazione verso destra, mentre il comandante Grigoryan continuava a cercare di far virare il jet ulteriormente verso destra. Apparentemente, il copilota contrastò solo il rollio e non il beccheggio, facendo scendere ulteriormente l'aereo.
Durante l'intervento, il primo ufficiale non aveva premuto il pulsante di acquisizione dei comandi, pertanto gli input dei piloti vennero sommati e poi annullati. Questo è noto come dual input (doppio input). L'avviso di dual input avrebbe dovuto suonare in quel momento, tuttavia, poiché la sua priorità è inferiore agli avvertimenti del Ground Proximity Warning System, non lo fece, e quindi nessuno sapeva di tale situazione.
L'attenzione dell'equipaggio potrebbe essere stata distratta dalle indicazioni del controllore, che stava inviando un messaggio di 20 secondi, troppo lungo per quella fase di volo. Durante la discesa, uno dei membri dell'equipaggio spostò improvvisamente le manette di spinta indietro, nella posizione IDLE (al minimo), poi ancora in avanti, provocando la disattivazione dell'autopilota. L'equipaggio tentò quindi disperatamente di sollevare l'aereo, ma colpì l'acqua a una velocità di 285 nodi (528 km/h), provocando la morte sul colpo di tutti a bordo.

### Conclusioni
Lo schianto del volo Armavia 967 fu classificato come un volo controllato contro il suolo (CFIT), in particolare in acqua, mentre l'aereo conduceva una manovra di riattaccata dopo un mancato avvicinamento all'aeroporto di Sochi, di notte e in condizioni meteorologiche inferiori ai minimi per un atterraggio sicuro sulla pista 06.
Mentre eseguiva la salita con il pilota automatico disattivato, il comandante, essendo in una condizione di forte stress psicoemotivo, effettuò input di picchiata come conseguenza di una perdita di consapevolezza di beccheggio e rollio. Questo provocò l'inizio della situazione anomala. Gli insufficienti input di controllo di beccheggio del comandante portarono a un mancato recupero dell'aeromobile e causarono l'incidente.
Insieme agli input di controllo inadeguati da parte del comandante, i fattori che contribuirono all'incidente furono anche la mancanza di monitoraggio di assetto, altitudine e velocità verticale dell'aeromobile da parte del primo ufficiale e nessuna reazione adeguata agli avvisi del GPWS.